# Dystopia: The Tree of Language
Dystopia: The Tree of Language es el primer álbum de estudio coreano del grupo femenino surcoreano Dreamcatcher. Fue lanzado el 18 de febrero de 2020 por Dreamcatcher Company y distribuido por Kakao M. Dystopia: The Tree of Language contiene catorce pistas, incluido el sencillo principal «Scream». El álbum es el comienzo de la serie Dystopia del grupo, seguido por el quinto EP titulado Dystopia: Lose Myself (2020), y el sexto miniálbum llamado Dystopia: Road to Utopia (2021). Comercialmente, el álbum vendió más de 59.899 copias.

## Antecedentes y lanzamiento
El 23 de enero de 2020, se informó que Siyeon, miembro de Dreamcatcher, lanzaría el sencillo promocional titulado «Paradise» el 29 de enero. Dreamcatcher también se estaba preparando para un regreso grupal, y este sencillo contaría una nueva historia que conduciría directamente a la nueva versión del grupo.
El 3 de febrero, el grupo lanzó el programa teaser de su primer álbum de estudio, Dystopia: The Tree of Language. Del 4 al 12 de febrero, el grupo reveló imágenes teaser individuales y grupales. El 12 de febrero, el grupo reveló un vídeo con el adelanto de las letras de las canciones, que contenía un fragmento de los instrumentales de «Scream», su sencillo principal, y un adelanto sobre la historia del álbum. El 13 de febrero, el grupo compartió un medley destacado para el álbum.
El 14 de febrero y el 17 de febrero, se lanzó una vista previa de la coreografía del baile y un adelanto del vídeo musical de «Scream», respectivamente.

## Composición y letras
La edición estándar de Dystopia: The Tree of Language dura aproximadamente 42 minutos. El álbum fue escrito y producido por 0to1, Chairmann, Hi5, Kim Bo Eun, LEEZ, Ollounder, entre otros, junto a las miembros del grupo Dami, JiU, Siyeon y Yoohyeon. Con catorce pistas, el álbum es el material coreano más largo en el catálogo de Dreamcatcher. Musicalmente, Dystopia: The Tree of Language es un disco de rock con influencias del electronic dance music. Las miembros Dami, JiU y Siyeon participaron en la escritura de «Black or White». Las integrantes Dami, JiU, Siyeon y Yoohyeon participaron en la escritura de la canción «Jazz Bar». Además, Siyeon participó en la composición y escritura de «Paradise».
Lleno de ritmos fuertes y electrizantes, el sencillo principal, «Scream», contiene una historia sobre una caza de brujas en la Edad Media. «Red Sun» es una advertencia y una lección que se da a través de la hipnosis a las personas que no admiten sus faltas.
El sitio web Soompi especializado en pop coreano describió «Paradise» como una pista pop electrónica que «da un mensaje reconfortante a la gente solitaria de la sociedad moderna». Además se indicó que «Scream» combina rock con electrónica y está motivada por la práctica de la caza de brujas durante la época medieval, donde el grito antes del coro acentúa este motivo".

## Rendimiento comercial
El álbum alcanzó la posición N.º 3 en la lista semanal de Gaon Album Chart y la posición N.º 9 en la lista de Gaon Retail Album Chart del mismo gráfico.

## Recepción de la crítica
El sitio web Kbopped, en su reseña del álbum, indicó que «el primer álbum de larga duración de Dreamcatcher es un triunfo absoluto. No solo logra sonar claramente como un proyecto de Dreamcatcher, sino que también extiende el sonido del grupo en direcciones imprevistas y emocionantes. Aunque el grupo merece crédito por sus increíbles actuaciones a lo largo de cada pista, los productores Leez y Ollounder merecen una ovación de pie. Han compuesto casi todas las pistas de Dreamcatcher desde su debut, pero han logrado evolucionarlas constantemente con el tiempo para que cada pista se sienta increíblemente refrescante a su manera. Es su proyecto más sólido y versátil hasta el momento».
Eric Wirsing de Allkpop comentó: «A pesar de todas estas pistas, hay muy poco relleno. Cada canción es bastante clásica de Dreamcatcher de una forma u otra. Si bien hay algunas desviaciones de la fórmula, aun así es un éxito».

## Lista de canciones
| CD    |                              |                                               |                                  |                                  |          |  |
| N.º   | Título                       | Letras                                        | Música                           | Arreglos                         | Duración |  |
| 1.    | «Intro»                      |                                               | LEEZ, Ollounder                  | LEEZ, Ollounder                  | 1:19     |  |
| 2.    | «Scream»                     | Kim Bo Eun, LEEZ, Ollounder                   | LEEZ, Ollounder                  | LEEZ, Ollounder                  | 3:24     |  |
| 3.    | «Tension»                    | LEEZ, Ollounder                               | Chairmann, LEEZ, Ollounder       | Chairmann, LEEZ, Ollounder       | 3:11     |  |
| 4.    | «Red Sun»                    | Chairmann, LEEZ, Ollounder                    | Chairmann, LEEZ, Ollounder       | Chairmann, LEEZ, Ollounder       | 3:05     |  |
| 5.    | «Black or White»             | Chairmann, Dami, JiU, LEEZ, Ollounder, Siyeon | 0to1, Chairmann, LEEZ, Ollounder | 0to1, Chairmann, LEEZ, Ollounder | 3:24     |  |
| 6.    | «Jazz Bar»                   | Dami, JiU, LEEZ, Ollounder, Siyeon, Yoohyeon  | LEEZ, Ollounder                  | LEEZ, Ollounder                  | 3:34     |  |
| 7.    | «Sahara»                     | LEEZ, Ollounder                               | LEEZ, Ollounder                  | LEEZ, Ollounder                  | 3:11     |  |
| 8.    | «In the Frozen»              | LEEZ, Ollounder                               | Hi5, LEEZ, Ollounder             | Hi5, LEEZ, Ollounder             | 3:16     |  |
| 9.    | «Daybreak» (새벽)            | LEEZ, Ollounder                               | LEEZ, Ollounder                  | LEEZ, Ollounder                  | 3:03     |  |
| 10.   | «Full Moon»                  | LEEZ, Ollounder                               | LEEZ, Ollounder                  | LEEZ, Ollounder                  | 3:09     |  |
| 11.   | «Over the Sky» (하늘을 넘어) | LEEZ, Ollounder                               | LEEZ, Ollounder                  | LEEZ, Ollounder                  | 3:17     |  |
| 12.   | «Outro»                      | LEEZ, Ollounder                               | LEEZ, Ollounder                  | LEEZ, Ollounder                  | 1:03     |  |
| 13.   | «Scream» (Instrumental)      |                                               | LEEZ, Ollounder                  | LEEZ, Ollounder                  | 3:24     |  |
| 14.   | «Paradise» (Por Siyeon)      | LEEZ, Ollounder, Siyeon                       | LEEZ, Ollounder, Siyeon          | LEEZ, Ollounder                  | 4:03     |  |
| 42:23 |                              |                                               |                                  |                                  |          |  |

## Reconocimientos

### Listados
| Publicación              | Lista                                                             | Ranking  | Ref.   |
| ------------------------ | ----------------------------------------------------------------- | -------- | ------ |
| Album of the Year        | The Best K-Pop Albums of 2020                                     | 3.º      | [ 10 ] |
| Koreaboo                 | The 20 Best K-Pop Albums Of 2020                                  | 1.º      | [ 11 ] |
| Kultscene                | Best K-Pop Albums Of 2020                                         | Incluida | [ 12 ] |
| NME                      | The 25 best Asian albums of 2020                                  | 15.º     | [ 13 ] |
| Offcultured              | The Best K-Pop Albums Of 2020                                     | Incluida | [ 14 ] |
| South China Morning Post | The 15 best K-pop albums of 2020                                  | Incluida | [ 15 ] |
| Time                     | The Songs and Albums That Defined K-Pop's Monumental Year in 2020 | Incluida | [ 16 ] |

## Posicionamiento en listas
| Lista (2020)                            | Mejor posición |
| --------------------------------------- | -------------- |
| Corea del Sur (Gaon Album Chart)        | 3              |
| Corea del Sur (Gaon Retail Album Chart) | 9              |

## Historial de lanzamiento
| País          | Fecha                 | Formato                         | Sello                         |
| ------------- | --------------------- | ------------------------------- | ----------------------------- |
| Corea del Sur | 18 de febrero de 2020 | CD, descarga digital, streaming | Dreamcatcher Company, Kakao M |